# Galactia grayi
Galactia grayi är en ärtväxtart som beskrevs av Anna Murray Vail. Galactia grayi ingår i släktet Galactia och familjen ärtväxter. Inga underarter finns listade i Catalogue of Life.